# Jaroslav Špinka
Jaroslav Špinka (* 6. února 1947) je bývalý český fotbalový obránce.

## Hráčská kariéra
V československé lize hrál za Škodu Plzeň. Nastoupil ve 24 ligových utkáních, aniž by skóroval. V sezoně 1970/71 se s Plzní probojoval až do finále Československého poháru. Za druholigovou Plzeň odehrál obě utkání proti Bayernu Mnichov v Poháru vítězů pohárů v sezoně 1971/72.

### Prvoligová bilance
| Ročník          | Zápasy | Góly | Minuty | Klub           |
| --------------- | ------ | ---- | ------ | -------------- |
| I. liga 1970/71 | 24     | 0    | 1476   | TJ Škoda Plzeň |
| CELKEM I. LIGA  | 24     | 0    | 1476   |                |